# Adele Spitzeder (téléfilm)
Pour plus de détails, voir Fiche technique et Distribution.
Adele Spitzeder est un téléfilm allemand réalisé par Peer Raben, diffusé en 1972.
Il s'agit d'une biographie d'Adele Spitzeder, escroqueuse à la Ponzi, de 1896 à 1872.

## Synopsis
L'actrice Adele Spitzeder s'installe sans le sou à Munich avec son amie Emilie (dite Emmi) et trouve un logement dans un hôtel bon marché. Encore et encore, elle doit emprunter de l'argent à des usuriers et le rembourser avec des intérêts élevés. Puis elle a l'idée d'emprunter de l'argent à des particuliers et de les appâter avec des promesses de taux d'intérêt élevés et un paiement immédiat des premiers intérêts. La nouvelle se répand rapidement parmi les pauvres de Munich et parmi les fermiers des villages environnants. De plus en plus de gens donnent leur argent à Adele, qui promet dix pour cent d'intérêts par mois. Elle renvoie en province Emmi, qu'elle considère désormais comme une menace pour son entreprise, et fait du directeur de l'hôtel son bras droit. Elle entame une relation amoureuse avec l'actrice Elfie, mais celle-ci la quitte pour un homme.
Adèle engage de plus en plus de monde et achète une maison qu'elle meuble avec classe. Malgré son style de vie luxueux, elle se présente comme une bienfaitrice du peuple. Le roi Louis II de Bavière lui fait un don important pour la construction du palais des festivals de Bayreuth. Lorsque les journaux commencent à parler négativement de son entreprise, elle débauche un journaliste et lance son propre journal.
Alors que de plus en plus de clients d'autres banques retirent leur argent pour investir avec Adele, les directeurs de banque tentent de prendre des mesures contre Adele, mais d'abord sans succès. Ses affaires vont de mieux en mieux, certains agriculteurs vendent même leurs fermes pour vivre des intérêts. Mais alors les directeurs de banque peuvent convaincre quelques dizaines de clients d'exiger le paiement de leurs dépôts en même temps. Adele est insolvable. Il s'avère qu'elle n'a jamais investi l'argent de ses clients et que son entreprise (à la Ponzi) ne fonctionnait que grâce à l'afflux constant de nouveaux clients. Adele est traduite en justice et condamnée à plusieurs années de prison pour escroquerie. Après avoir purgé sa peine, l'aubergiste vient la chercher à la prison dans la scène finale du film.

## Fiche technique
- Titre original : Adele Spitzeder
- Réalisation : Peer Raben assisté de Harry Baer
- Scénario : Peer Raben, Martin Sperr
- Musique : Martin Sperr
- Direction artistique : Wolfgang Schünke
- Costumes : Brigitte Scholz
- Photographie : Michael Ballhaus
- Son : E. Thomas
- Montage : Peter Przygodda
- Production : Peter Genée
- Société de production : Filmverlag der Autoren (de), WDR Fernsehen
- Société de distribution : WDR Fernsehen
- Pays d'origine :  Allemagne
- Langue : Allemand
- Format : Couleur - 1,35:1 - mono - 35 mm
- Genre : Biographie
- Durée : 93 minutes
- Dates de diffusion :
  -  Allemagne : 19 septembre 1972 sur Westdeutscher Rundfunk Köln.
  -  Autriche : 18 mars 1974 sur Österreichischer Rundfunk.

## Distribution
- Ruth Drexel : Adele Spitzeder
- Ursula Strätz : Emilie Stier
- Rosemarie Fendel : Mme Fleck
- Joachim von Mengershausen : Le comte de Mengershausen
- Monica Bleibtreu : Elfie
- Harry Baer : Louis II de Bavière
- Peter Kern : l'aubergiste
- Rudolf Lenz (de) : Le commissaire
- Gudrun Mebs (de) : Une première amie
- Lilith Ungerer (de) : Une deuxième amie
- Ingrid Caven
- Günther Kaufmann
- Hans Stadtmüller (de)
- Alfons Scharf
- Günther Schmidt
- Stephan Bastian
- Wolfgang Fischer (de)
- Rolf Schimpf
- Michael Habeck
- Joseph Saxinger (de)
- Marius Aicher
- Gunter Krää (de)
- Helmut Katzer
- Franziska Stömmer (de)
- Henner Quest (de)
- Wolfgang Bächler
- Hilde Lermann (de)

## Production
Le scénariste Martin Sperr s'inspirera de la vie d'Adele Spitzeder pour une pièce de théâtre en 1977 et une pièce de théâtre radiophonique en 1979.